# باري هاردي
باري هاردي (بالإنجليزية: Barry Hardy)‏ هو مصارع محترف أمريكي، ولد في 5 يوليو 1962 في ريتشموند في الولايات المتحدة.

## روابط خارجية
- باري هاردي على موقع CageMatch worker (الإنجليزية)